# Silvestr Prát
Silvestr Prát (1. prosince 1895, Hrotovice – 1. srpna 1990, Pardubice) byl československý botanik a redaktor.

## Biografie
Narodil se 1. prosince 1895 v Hrotovicích, jeho otec Konrád Prát byl později správcem vychovatelny v Košicích. Silvestr Prát vystudoval gymnázium v Třebíči a v roce 1914 nastoupil na Univerzitu Karlovu v Praze, kde absolvoval v roce 1919.
V letech 1924 a 1925 studoval postgraduální studium na Harvardově univerzitě. Roku 1923 se habilitoval z fyziologie rostlin, roku 1929 byl jmenován mimořádným profesorem fyziologie a v roce 1934 byl jmenován mimořádným profesorem kryptogamologie. Již v roce 1930 se stal členem Královské české společnosti nauk. Po roce 1945 byl členem Národní rady badatelské a posléze byl jmenován řádným profesorem a to se zpětnou platností od roku 1938. Stal se také ředitelem ústavu pro anatomii a fyziologii rostlin (pozdější katedra fyziologie rostlin). Roku 1955 se stal členem Československé akademie věd. Byl vlastníkem knihovny, která měla mít cca 10 tisíc výtisků knih, po jeho smrti byla zničena odvozem na smetiště.
Jeho manželkou byla Emanuela Nohejlová-Prátová, historička a numismatička.

## Výzkumné práce
Hlavní vědecké práce jsou věnovány algologii, rostlinné biochemii a fyziologii. V roce 1923 dokázal, že neexistuje přímé spojení mezi množstvím vody odpařeným rostlinou a množstvím solí absorbovaných kořeny z půdních roztoků. Vyvinul účinné metody pěstování modrozelených řas. Vytvořil nejbohatší sbírku kultur autotrofních organismů na světě.

## Publikační činnost a film
Byl jedním ze zakladatelů vědeckého časopisu Biologia plantarum, redigoval časopis Rostlinopis, který vycházel v nakladatelství Aventinum. Jako spoluautor se podílel na filmu Ze života rostlinné buňky (1928, spolu s Vladimírem Úlehlou).
Napsal řadu učebnic a odborných publikací. Je autorem popularizující fotoknihy Příběhy kaštanu (slovní doprovod Jarmila Loukotková; vydala Česká grafická unie 1944) a příručky praktické mikroskopie a mikroskopické techniky Rostlina pod drobnohledem (Přírodovědecké vydavatelství 1952).
Silvestr Prát byl též fotoamatér a své články v tisku doprovázel často vlastními snímky.

## Členství ve společnostech
- 1955–90 – člen Československé akademie věd
- 1930–? – člen Královské české společnosti nauk